# 1928
1928 (MCMXXVIII) var ett skottår som började en söndag i den gregorianska kalendern och ett skottår som började en lördag i den julianska kalendern.

## Händelser

### Januari
- 2 januari – Arbetsgivarna lockoutar 17 000 arbetare inom den svenska pappersmassaindustrin. Konflikten utvidgas senare med 13 000 arbetare vid pappersbruken [1].
- 10 januari – Lev Trotskij utvisas från Sovjetunionen.
- 13 januari – Konserthuset i Göteborg, en byggnad helt i trä från 1904, brinner ned.[2]
- 16 januari – Lockout utbryter vid gruvorna i mellan-Sverige [3].
- 18 januari – I ett riksdagstal lanserar Per Albin Hansson begreppet "Folkhemmet".
- 23 januari – Norge annekterar Bouvetön [4].
- 30 januari
  - Josef Stalin förvisar Lev Trotskij  och 30 andra inom partioppositionen till Alma-Ata [5].
  - Pappersarbetarkonfliten i Sverige utvidgas till sågverken [3].
- Januari – En konflikt som leder till strejk utbryter inom den svenska gruvindustrin.

### Februari

De 2a:a Olympiska vinterspelen hölls i Sankt Moritz, Schweiz.

- 8 februari – TV-bilder överförs från London till New York [6].
- 11 februari – De andra olympiska vinterspelen invigs i Sankt Moritz, Schweiz med 24 deltagande nationer, och 461 aktiva av vilka 27 är damer [5].
- 20 februari – Telefonlinjen mellan Sverige och USA öppnas officiellt [3].
- 21 februari – Backenmötet i Umeå hålls. Det är upptakten till bildandet av Riksförbundet Landsbygdens folk.

### Mars

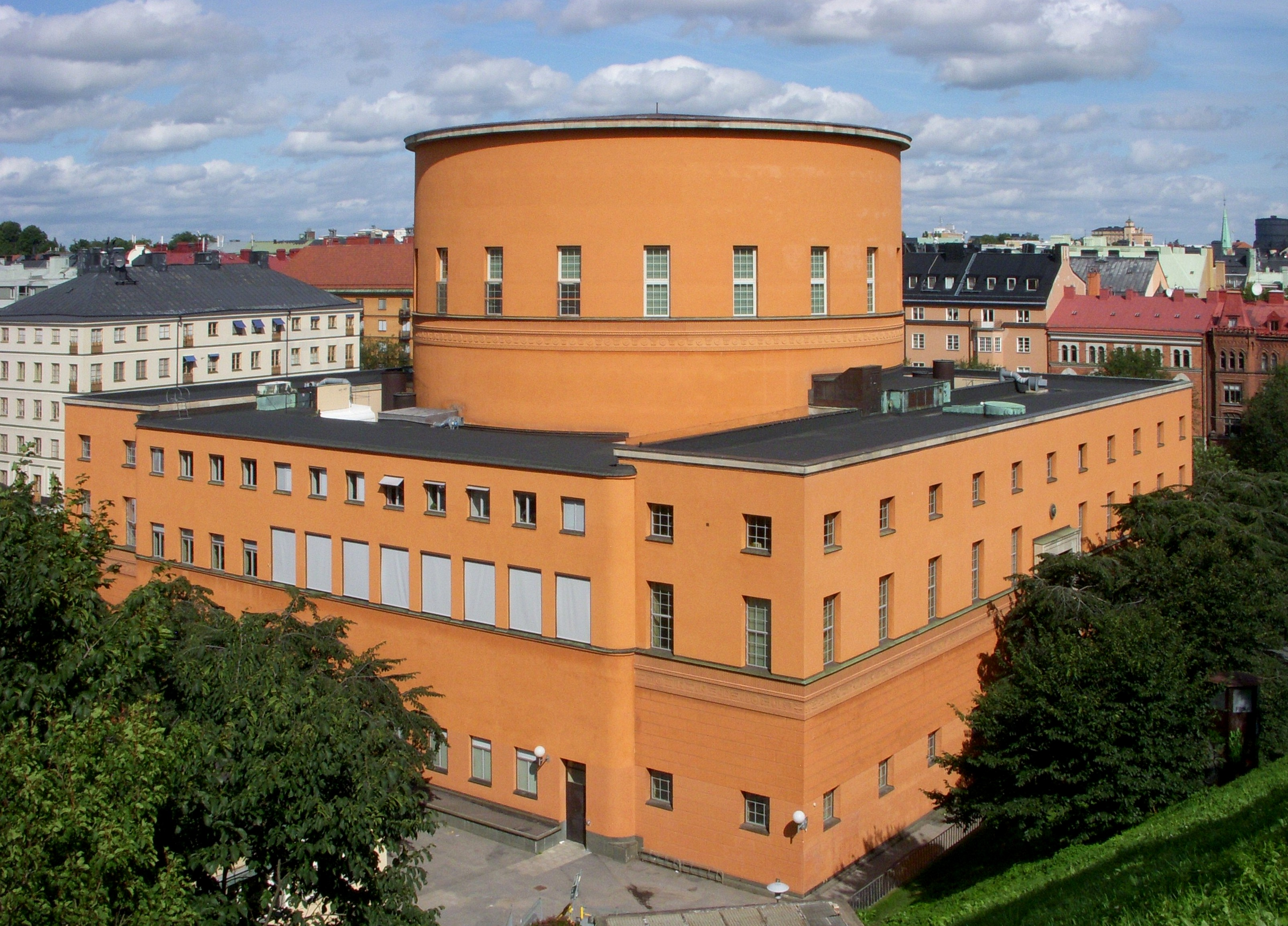
Stockholms stadsbibliotek

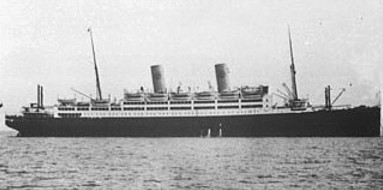
M/S Kungsholm

- 5 mars  - Papperskonflikten i Sverige utvidgas till att omfatta 57 000 arbetare [3].
- 11 mars – Per-Erik Hedlund och Sven Utterström passarar arm i arm över mållinjen i det sjunde Vasaloppet [5].
- 13 mars – 450 personer dödas då Saint Francis-dammen utanför Los Angeles brister [7].
- 15 mars – Artur Lundkvist debuterar med diktsamlingen Glöd [1].
- 17 mars – Svenska Amerika Liniens passagerarfartyg M/S Kungsholm, som kan ta 1 630 passagerare, sjösättas på varvet i Hamburg [2] inför tusentals åskådare [7].
- 23 mars – Det avslöjas att de svenska gruvarbetarna har fått ekonomiskt stöd från Sovjetunionens gruvarbetarfederation i sin konflikt. LO tar avstånd [1].
- 31 mars – Stockholms stadsbibliotek, ritat av Gunnar Asplund i nyklassicistisk stil, invigs.

### April
- 8 april
  - Turkiets nationalförsamling avlägsnar alla hänvisningar till koranen ur den turkiska konstitutionen [5].
  - En uppgörelse träffas i konflikten på pappers- och sågverksområdet i Sverige [1].
- 14 april – En ny svensk ärvdabalk antas av Sveriges riksdag [2], som avskaffar arvsrätten för kusiner och mer avlägsna släktingar. Allmänna arvsfonden instiftas [3].
- 15 april – Luftskeppet Italia lyfter från Milano med 16 personer [8].

### Maj
- 3 maj – Luftskeppet Italia flyger över Stockholm [8]
- 11 maj – I New York påbörjas de första regelbundna TV-sändningarna, en halvtimme om dagen [5] tre dagar i veckan [7].
- 19 maj – 195 personer omkommer vid en gruvolycka i Mather, Pennsylvania
- 24 maj – Luftskeppet Italia når luftrummet över Nordpolen [8] men störtar under återresan [6].
- 25 maj – Den svenska riksdagen antar regeringens förslag om bindande kollektivavtal och arbetsdomstol, trots fackliga protester och socialdemokratiskt motstånd [1]. SAP röstar emot [2], och uppmanar tillsammans med LO till tre timmars strejk i protest mot den nya arbetslagstiftningen.
- 29 maj – En räddningsexpedition med två flygbåtar och en landmaskin för att undsätta luftskeppet Italia startas [8]
- 30 maj
  - Tre medlemmar av räddningsexpeditionen som skall undsätta luftskeppet Italia har lämnat lägret på isen och begett sig mot Nordostlandet [8]
  - Sveriges riksdag beslutar om 6- och 7-årig kommunal flickskola [5].

### Juni

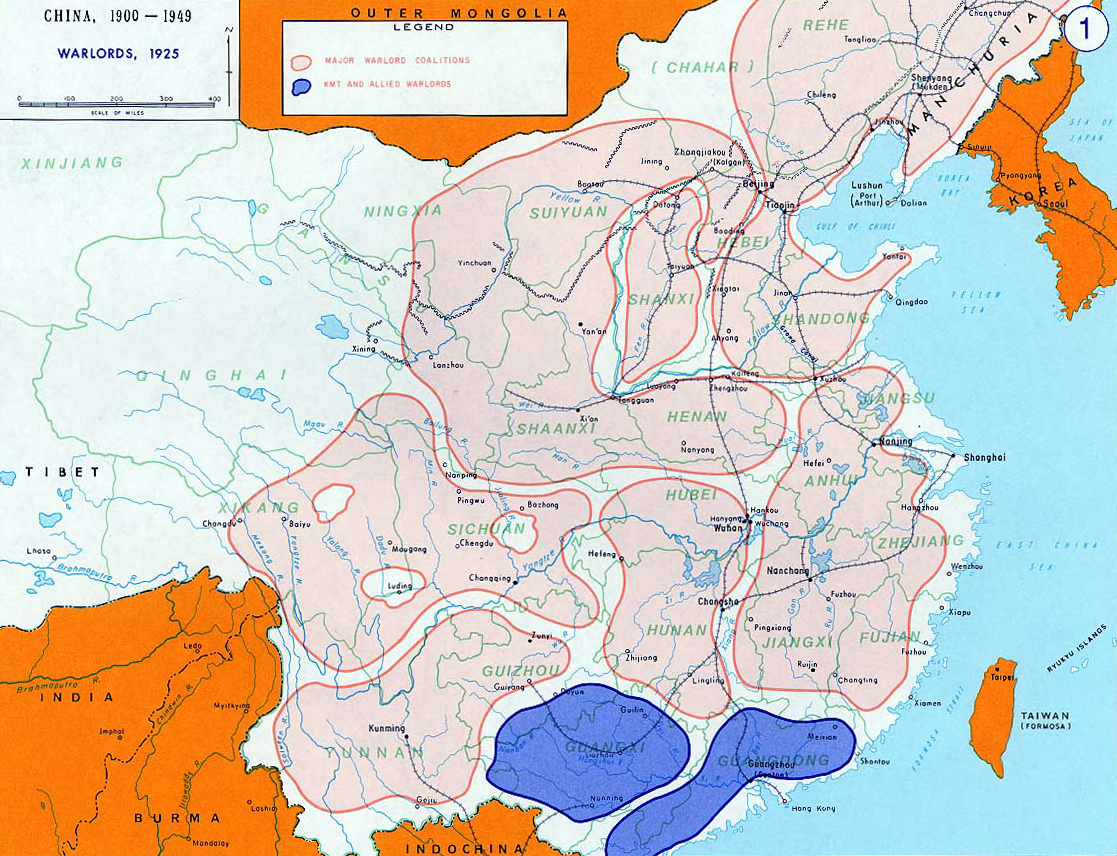
Chiang Kai-sheks nordliga fälttåg avslutas.

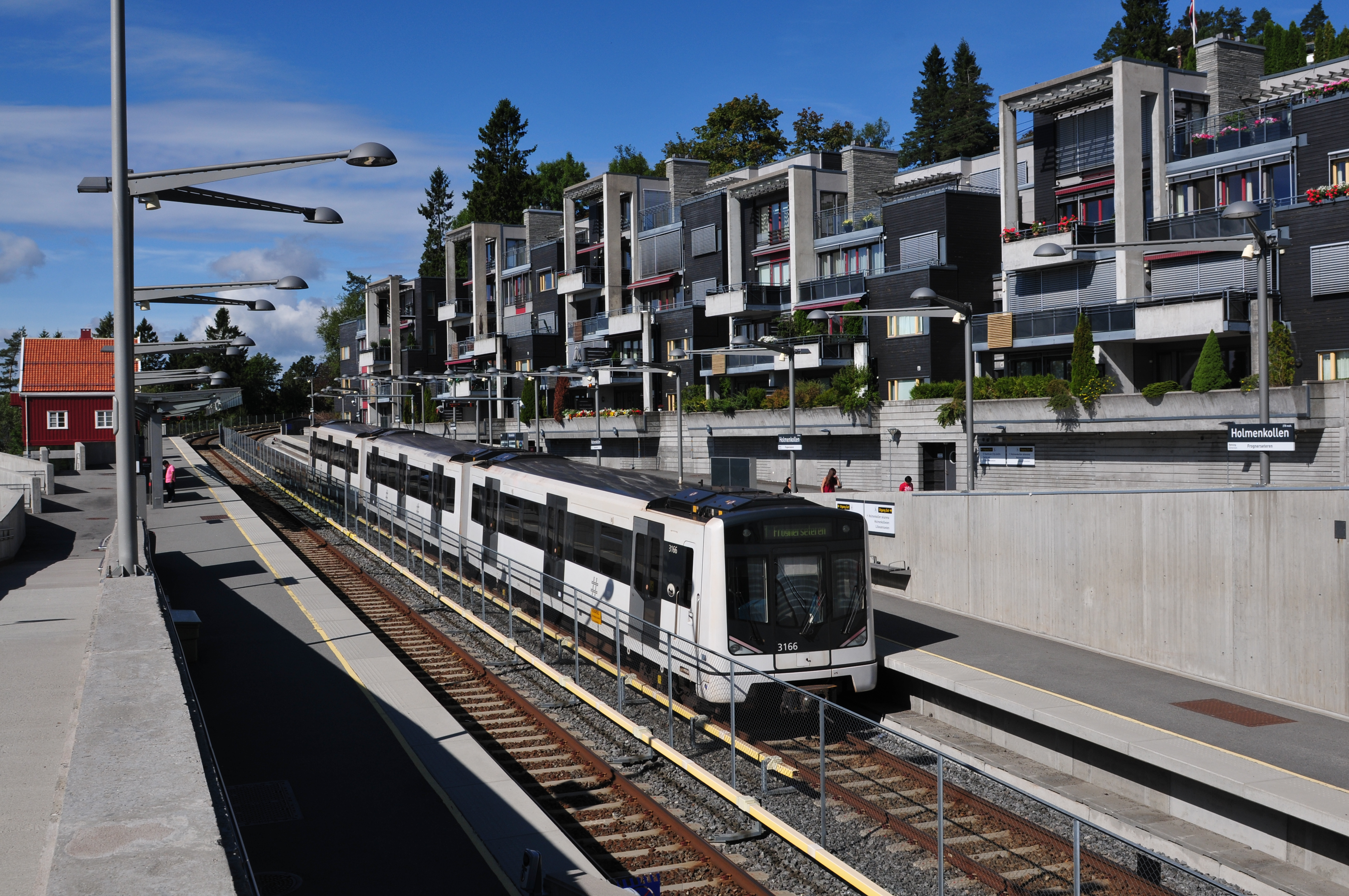
Oslos tunnelbana

- 7 juni – Abessiniens regent Ras Tafari låter sig krönas till kung Haile Selassie [7].
- 8 juni
  - Chiang Kai-sheks nordliga fälttåg avslutas med att Peking erövras [5], och Chiang Kai-shek förklarar Kina återförenad [7].
  - Sveriges försvarsminister Per Albin Hansson väljs formellt till partiordförande för Socialdemokraterna under partikongressen [5]. I sitt hälsningstal framhåller han vikten av samarbete för att kunna "förverkliga drömmen om det goda folkhemmet" [2].
- 9 juni – Signaler från luftskeppet Italia fångas upp [8]
- 15 juni – Junker-flygplanet "Uppland" avgår med destination Spetsbergen för att undsätta luftskeppet Italia startas [8].
- 18 juni – Amelia Earhart blir första kvinnan som flyger över Atlanten [7].
- 20 juni
  - Kapten Einar Lundborg lyckas rädda general Umberto Nobile från luftskeppet Italia.
  - Roald Amundsen ger sig av från Tromsø för att undsätta luftskeppet Italia, men försvinner [8] .
- 21 juni – Örebroutställningen 1928 – 1928 års industriutställning och lantbruksmöte öppnas på Västra Mark i Örebro.
- 22 juni – 17 personer omkommer då Jämtlandsexpressen-tåget krockar med ett hjälplok i Länninge, Sverige. [9]
- 27 juni – Oslos tunnelbana invigs.[10]

### Juli

De 9:e Olympiska sommarspelen hölls i Amsterdam, Nederländerna.

- 1 juli – En ny invandringslag träder i kraft i Sverige. Kontrollen av invandringen skärps för att skydda arbetsmarknaden, öka säkerheten och bevara "folkstammens renhet".
- 5 juli – Löjtnant Birger Schyberg räddar Umberto Nobile som på nytt försöker undsätta besättningen från luftskeppet Italia [8] .
- 11 juli – Sovjetiska isbrytaren Krassins spaningslygplan upptäcker Mariano och Zappi, som omkommit i olyckan luftskeppet Italia, och att Finn Malmgren omkommit [8]. Överlevande personal räddas [6].
- 28 juli – De nionde Olympiska sommarspelen inleds i Amsterdam, Nederländerna och för första gången får kvinnor delta i friidrotten [5].

### Augusti
- 4 augusti – Bilmärket Desoto introduceras.
- 8 augusti – En uppgörelse träffas i den svenska gruvkonflikten, som har pågått sedan januari [1].
- 9 augusti – Pan-Pacific Women's Conference äger rum i Honolulu.
- 14 augusti – 500 personer omkommer då en kinesisk ångbåt förliser på Yangtzefloden [9].
- 15 augusti – Erik "Målarn" Lundkvist, Sverige sätter vid tävlingar på Stockholms stadion nytt världsrekord i spjutkastning med 71.01 meter och han blir därmed först i världen att kasta spjutet över 70 meter [5].
- 16 augusti – Allmän värnplikt införs i Sovjetunionen [6].
- 27 augusti – 15 stater undertecknar Kelloggpakten om att acceptera skiljedomar för att undvika öppna konflikter [6].
- 31 augusti
  - Bertolt Brecht och Kurt Weills "Tolvskillingsoperan" har urpremiär i Berlin [5]. Kurt Weill har skrivit musiken [7].
  - Turkiet inför latinsk skrift i stället för arabisk [6].
- Augusti – Jussi Björling provsjunger för att försöka komma in vid Stockholmsoperan. Operachefen John Forsell anmärker: "Märkvärdigt bra, fenomen. 17 år. Bör anammas o skötas! Bör kunna bli ngt".

### September
- 1 september – Kungariket Albanien utropas, med Ahmet Zogu som kung.[11]
- 5 september – Av ren slump upptäcker brittiske bakteriologen Alexander Flemming penicillinets bakteriedödande förmåga [5].
- 6 september – Sovjetunionen ansluter sig till Kelloggpakten [6].
- 9 september – 23 personer dödas då en tävlingsbil på Monzabanan kör in bland publiken. Loppet fortsätter [7].
- 14 september – Spaniens kung Alfonso XIII kommer på statsbesök till Stockholm.[12]
- 15 september – Alexander Fleming upptäcker av en slump penicillinet då han råkar se att möglet på en stafylokockodling [7].

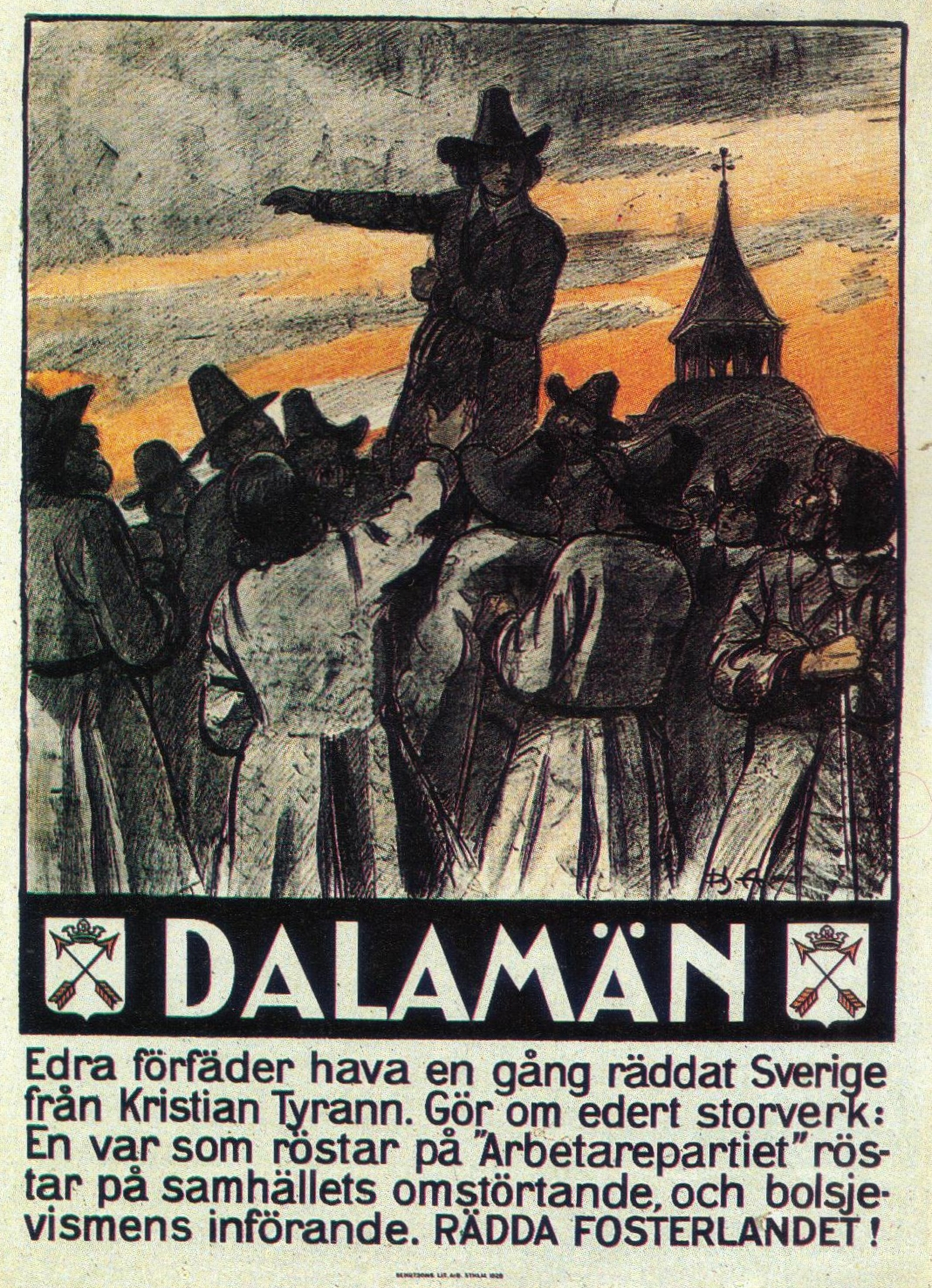
Andrakammarval i Sverige.

- 18 september – I regi av Walt Disney debuterar Musse Pigg på vita duken i "Steamboat Willie", första tecknade ljudfilmen [5].
- 20 september – Fascistiska stora rådet blir italienska statens högsta organ [3].
- 21 september – Vid andrakammarvalet i Sverige (svenskt andrakammarval) går högern fram och socialdemokraterna tillbaka efter högerns "skrämselkampanj" som kallas "Kosackvalet" [5]. Valdeltagandet är rekordstort [2]. Inför valet har Högerns Ungdomsförbund (SNU) kombinerat propaganda mot SAP med kommunisthets, Sveriges historia och traditionell svensk rysskräck. I en affischkampanj har man hävdat att en röst på SAP är en röst för "Moskva" och att SAP vill införa kommunistiskt skräckvälde med härjande kosacker.
- 26 september – Den svenska frisinnade-liberala koalitionsregeringen avgår [3].
- 28 september – USA erkänner Chiang Kai-sheks regering i Kina [3].

### Oktober
- 1 oktober – En ren högerregering ledd av Arvid Lindman ersätter Carl Gustaf Ekmans koalitionsregering i Sverige [5].
- 2 oktober – Carl Gustaf Ekman avgår som svensk statsminister och efterträds av högerns Arvid Lindman.
- 6 oktober
  - Chiang Kai-shek blir Kinas president och Kina får en ny författning [5].
  - Hjalmar Söderbergs roman Jesus Barabbas utkommer och vållar upprörd debatt [1].
- 19 oktober – China, Sveriges största biograf med 1 500 platser, invigs med Sverigepremiär av filmen Anna Karenina, där Greta Garbo spelar huvudrollen [2].

### November

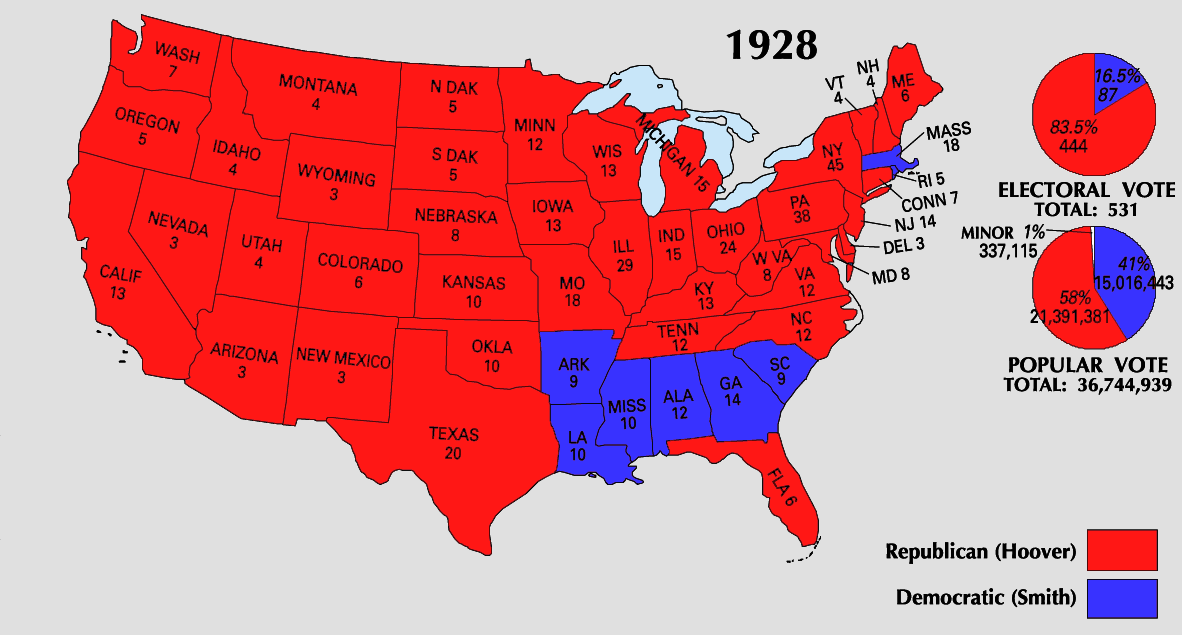
Presidentval i USA.

- 6 november – Republikanen Herbert Hoover besegrar Demokraten Al Smith vid presidentvalet i USA.[13]
- 12 november – 100 personer omkommer då den brittiska ångbåten SS Vestris förliser utanför Virgnia, USA [9].
- 28 november – Kemal Atatürk inför det latinska alfabetet för att skriva turkiska i Turkiet.
- 18 november – Den första tecknade ljudfilmen, Walt Disneys Musse Pigg som Ångbåtskalle, har premiär. Filmen hade gått upp på biograferna redan i juli samma år, men då som stumfilm.
- 20 november – Svenska författarinnan Selma Lagerlöf uppvaktas på 70-årsdagen av Sveriges ecklesiastikminister Värner Rydén [14].
- 30 november – Den första arbetsfredskonferensen hålls i Stockholm, med ombud från SAF och LO [2].

### December
- December – Danska skolskeppet och femmastade barken "København" försvinner i slutet av månaden spårlöst på Sydatlanten med 60 män ombord [9].
- 5 december – Berlins läkarförening kräver lagstiftning om sterilisering av "fortplantningsovärdiga personer" [5].
- 10 december – Norskan Sigrid Undset får Nobelpriset i litteratur framför allt för "Kristin Larvansdatter" (1920-1922) och två romaner om "Olav Audunsson" (1925-1927) [2].
- 17 december – 10 000 svenskar tar emot 23-åriga Greta Garbo då hon anländer till Göteborg ombord på båten M/S Kungsholm [2] för att fira jul [15].

### Okänt datum
- Den svenska Rikskommissionen för ekonomisk försvarsberedskap tillsätts.
- Den socialdemokratiska partikongressen uttalar sig mot minoritetsparlamentarism och C.G. Ekmans vågmästarpolitik.
- Den svenska Arbetsdomstolen (AD) bildas och arbetsmarknadens parter får del i den. AD är specialdomstol för arbetsmarknadskonflikter.
- Volvos första buss och lastbil rullar ut från fabriken.
- Axelvolds gård i Skåne importerar Sveriges första skördetröska.
- Sveriges första skördetröska tas i drift [16].
- Folke Bernadotte och Estelle Manville gifter sig i bykyrkan i Pleasantville, New York [17].
- Ingenjör Axel Svedlund i Örebro börjar tillverka gengasaggregat för bilar som kan eldas med träkol [18].
- SR flyttar till Kungsgatan 8 i Stockholm [19].
- Richard Hobson håller ett radiotal mot narkotika i USA [20].

## Födda

### Första kvartalet

#### Januari
- 1 januari – Camara Laye, guineansk författare. (död 1980)
- 2 januari – Dan Rostenkowski, amerikansk demokratisk politiker, kongressledamot 1959–1995. (död 2010)
- 5 januari
  - Zulfikar Ali Bhutto, pakistansk politiker, president 1971–1973, premiärminister 1973–1977. (död 1979)
  - Walter Mondale, amerikansk politiker. (död 2021)
- 8 januari – Slade Gorton, amerikansk republikansk politiker. (död 2020)
- 14 januari
  - Lauch Faircloth, amerikansk politiker. (död 2023)
  - Lars Forssell, svensk författare och ledamot av Svenska Akademien[1]. (död 2007)
- 22 januari
  - Birch Bayh, amerikansk demokratisk politiker, senator 1963–1981. (död 2019)
  - Britt Lindeborg, svensk sångtextförfattare. (död 1998)
- 23 januari – Lennart Lundh, svensk skådespelare. (död 1997)
- 24 januari – Michel Serrault, fransk skådespelare. (död 2007)
- 25 januari – Eduard Sjevardnadze, sovjetisk och georgisk politiker. (död 2014)
- 26 januari – Roger Vadim, fransk regissör. (död 2000)

#### Februari
- 1 februari – Tom Lantos, ungersk-amerikansk politiker, kongressledamot 1981–2008. (död 2008)
- 5 februari – Tage Danielsson, svensk komiker, revyartist, författare, regissör och skådespelare[1]. (död 1985)
- 10 februari – Gene Taylor, amerikansk republikansk politiker, kongressledamot 1973–1989. (död 1998)
- 16 februari – Olle Teimert, svensk skådespelare. (död 2006)
- 18 februari – Eeva Kilpi, finländsk författare.
- 20 februari
  - Stellan Skantz, svensk skådespelare och inpicient. (död 1999)
  - Jean Kennedy Smith, amerikansk diplomat. (död 2020)
- 23 februari – Vasilij Lazarev, sovjetisk kosmonaut. (död 1990)
- 26 februari
  - Anatolij Filiptjenko, sovjetisk kosmonaut. (död 2022)
  - Fats Domino, amerikansk sångare, pianist och låtskrivare. (död 2017)
- 27 februari
  - Alfred Hrdlicka, skulptör och grafisk konstnär. (död 2009)
  - Ariel Sharon, israelisk politiker. (död 2014)

#### Mars
- 12 mars – Edward Albee, amerikansk dramatiker. (död 2016)
- 14 mars – Frank Borman, amerikansk astronaut. (död 2023)
- 15 mars – Marcel Van, vietnamesisk redemptorist. (död 1959)
- 19 mars
  - Hans Küng, schweizisk romersk-katolsk teolog. (död 2021)
  - Patrick McGoohan, amerikansk skådespelare. (död 2009)
- 25 mars – Jim Lovell, amerikansk astronaut.
- 26 mars
  - John H. Edwards, engelsk läkare och medicinsk genetiker. (död 2007)
  - Åke Hylén, svensk skådespelare och stillbildsfotograf. (död 1967)
- 29 mars
  - Philip Locke, brittisk skådespelare. (död 2004)
  - Vincent Gigante, amerikansk maffialedare. (död 2005)

### Andra kvartalet

#### April
- 2 april
  - Joseph Louis Bernardin, amerikansk romersk-katolsk ärkebiskop och kardinal. (död 1996)
  - Serge Gainsbourg, fransk sångare. (död 1991)
- 3 april
  - Don Gibson, amerikansk countryartist. (död 2003)
  - Kerstin Meyer, svensk operasångare. (död 2020)
- 4 april
  - Maya Angelou, amerikansk författare. (död 2014)
  - Jimmy Logan, brittisk skådespelare. (död 2001)
- 5 april – Lars-Erik Liedholm, svensk skådespelare, regissör, regiassistent och manusförfattare. (död 1996)
- 6 april – James Watson, amerikansk forskare, nobelpristagare i medicin.
- 7 april
  - Per Appelberg, svensk skådespelare. (död 2002)
  - James Garner, amerikansk skådespelare. (död 2014)
- 8 april – Fred Ebb, amerikansk sångtextförfattare. (död 2004)
- 9 april – Tom Lehrer, amerikansk matematiker och satirisk sångskrivare.
- 14 april – Egil Monn-Iversen, norsk kompositör och filmproducent. (död 2017)
- 16 april – Nils Elvander, svensk professor i nationalekonomi och statsvetenskap. (död 2006)
- 17 april
  - Nguyen Van Thuan, vietnamesisk kardinal. (död 2002)
  - Sture Hovstadius, svensk skådespelare. (död 2010)
- 18 april
  - Raffaello Gambino, italiensk vattenpolospelare. (död 1989)
  - Ferenc Göndör, ungersk författare, ingenjör och folkbildare. (död 2010)
- 19 april
  - Alexis Korner, brittisk bluesmusiker. (död 1984)
  - Azlan Shah, sultan av Perak. (död 2014)
- 23 april – Shirley Temple, amerikansk skådespelare och diplomat. (död 2014)
- 28 april – Yves Klein, fransk konstnär. (död 1962)
- 29 april – Svenerik Perzon, svensk skådespelare. (död 2005)

#### Maj
- 4 maj
  - Maynard Ferguson, kanadensisk jazztrumpetare och flygelhornist. (död 2006)
  - Lars Gullin, svensk jazzmusiker. (död 1976)
  - Hosni Mubarak, egyptisk president. (död 2020)
  - Betsy Rawls, amerikansk golfspelare. (död 2023)
  - Joseph Tydings, amerikansk demokratisk politiker, senator 1965–1971. (död 2018)
  - Wolfgang von Trips, tysk racerförare. (död 1961)
- 8 maj – Hans Sackemark, svensk skådespelare och producent. (död 2007)
- 9 maj
  - Colin Chapman, Lotus grundare. (död 1982)
  - Pancho Gonzales, amerikansk tennisspelare. (död 1995)
- 12 maj – Burt Bacharach, amerikansk kompositör av framförallt populärmusik och filmmusik. (död 2023)
- 13 maj – Enrique Bolaños, nicraguansk politiker, Nicaraguas president 2002–2007. (död 2021)
- 17 maj – Idi Amin, ugandisk diktator 1971–1979. (död 2003)
- 23 maj – Rosemary Clooney, amerikansk skådespelare och sångare. (död 2002)
- 25 maj – Frigyes Hidas, ungersk kompositör. (död 2007)
- 26 maj – Jack Kevorkian, amerikansk läkare, anhängare av dödshjälp. (död 2011)
- 30 maj – Agnès Varda, fransk regissör. (död 2019)
- 31 maj
  - Maj Larsson, svensk sångare, skådespelare och talpedagog. (död 2024)
  - Siv Larsson, svensk sångare och skådespelare. (död 2012)

#### Juni
- 1 juni – Georgij Dobrovolskij, sovjetisk kosmonaut. (död 1971)
- 2 juni – Stig Claesson, svensk författare[1]. (död 2008)
- 3 juni – Donald Judd, amerikansk konstnär inom minimalismen. (död 1994)
- 4 juni – Ruth Westheimer, amerikansk sexrådgivare, känd som Dr. Ruth. (död 2024)
- 6 juni – R.D. Wingfield, brittisk författare, Ett fall för Frost. (död 2007)
- 8 juni – Edward J. Perkins, amerikansk diplomat, FN-ambassadör 1992–1993. (död 2020)
- 9 juni – Bertil Werkström, svensk ärkebiskop 1983–1993. (död 2010)
- 10 juni – Bengt Bedrup, svensk journalist och TV-personlighet. (död 2005)
- 11 juni
  - Verner Edberg, svensk skådespelare. (död 2003)
  - Fabiola av Belgien, drottning av Belgien. (död 2014)
- 14 juni – Che Guevara, argentinsk revolutionär och läkare. (död 1967)
- 16 juni
  - Speedy Long, amerikansk demokratisk politiker, kongressledamot 1965–1973. (död 2006)
  - Sten Mattsson, svensk skådespelare. (död 2013)
- 20 juni – Jean-Marie Le Pen, fransk nationalistpolitiker. (död 2025)
- 24 juni – Kaj Hjelm, svensk barnskådespelare. (död 1983)
- 25 juni – Peyo, belgisk serietecknare. (död 1992)
- 28 juni
  - John Stewart Bell, irländsk fysiker. (död 1990)
  - Hans Blix, svensk politiker, diplomat och jurist.

### Tredje kvartalet

#### Juli
- 1 juli – Birgitta Ulfsson, finlandssvensk skådespelare. (död 2017)
- 4 juli – Kerstin Isedal, svensk skådespelare. (död 2023)
- 13 juli
  - Tommaso Buscetta, italiensk maffiaboss. (död 2000)
  - Bob Crane, amerikansk skådespelare. (död 1978)
  - Sven Davidson, svensk tennisspelare. (död 2008)
- 14 juli – Nancy Olson, amerikansk skådespelare.
- 15 juli – Hans Tvilling, svensk ishockeyspelare.
- 16 juli – Robert Sheckley, amerikansk science fiction-författare. (död 2005)
- 17 juli – Eino Hanski, rysk-svensk författare, dramatiker och konstnär. (död 2000)
- 18 juli – Stig Grybe, svensk skådespelare och komiker. (död 2017)
- 20 juli
  - Belaid Abdessalam, algerisk politiker. (död 2020)
  - Pavel Kohout, tjeckisk-österrikisk författare.
- 22 juli
  - Robert Bergland, amerikansk demokratisk politiker, USA:s jordbruksminister 1977–1981. (död 2018)
  - Åke Lindström, svensk skådespelare och regissör. (död 2002)
- 26 juli – Stanley Kubrick, amerikansk filmregissör. (död 1999)

#### Augusti
- 3 augusti – Henning Moritzen, dansk skådespelare och regissör. (död 2012)
- 6 augusti – Andy Warhol, amerikansk bildkonstnär. (död 1987)
- 7 augusti – James Randi, kanadensisk-amerikansk illusionist. (död 2020)
- 19 augusti – Lasse Lönndahl, svensk sångare och skådespelare. (död 2022)
- 21 augusti – Art Farmer, amerikansk jazztrumpetare och flygelhornist. (död 1999)
- 22 augusti – Karlheinz Stockhausen, tysk kompositör. (död 2007)
- 27 augusti – Mangosuthu Buthelezi, sydafrikansk politiker. (död 2023)
- 31 augusti
  - James Coburn, amerikansk skådespelare. (död 2002)
  - Jaime Sin, filippinsk romersk-katolsk ärkebiskop av Manila 1974–2003, kardinal från 1976. (död 2005)

#### September
- 6 september – Fumihiko Maki, japansk arkitekt. (död 2024)
- 9 september – Sol LeWitt, amerikansk konstnär. (död 2007)
- 11 september – Reubin Askew, amerikansk demokratisk politiker, guvernör i Florida 1971–1979. (död 2014)
- 14 september – Dick Clark, amerikansk demokratisk politiker, senator 1973–1979. (död 2023)
- 15 september – Cannonball Adderley, amerikansk jazzsaxofonist (altsax). (död 1975)
- 17 september – Roddy McDowall, brittiskfödd amerikansk skådespelare. (död 1998)
- 19 september
  - Kåre Santesson, svensk skådespelare, producent och regissör. (död 2025)
  - Adam West, amerikansk skådespelare. (död 2017)
- 22 september
  - Halvar Björk, svensk skådespelare. (död 2000)
  - Richard Stone, amerikansk politiker och diplomat. (död 2019)
- 26 september – Robert D. Ray, amerikansk republikansk politiker, guvernör i Iowa 1969–1983. (död 2018)
- 29 september – Gerhard Stoltenberg, tysk politiker. (död 2001)
- 30 september – Elie Wiesel, rumänsk-amerikansk författare, nobelpristagare. (död 2016)

### Fjärde kvartalet

#### Oktober
- 3 oktober – Kåre Willoch, norsk statsminister 1981–1986. (död 2021)
- 6 oktober – Peter Granberg, svensk skådespelare och programledare i radio. (död 1996)
- 17 oktober – Ali Kafi, algerisk politiker, Algeriets president 1992–1994. (död 2013)
- 21 oktober – Whitey Ford, amerikansk basebollspelare. (död 2020)
- 26 oktober – Albert Brewer, amerikansk demokratisk politiker, guvernör i Alabama 1968–1971. (död 2017)
- 30 oktober – Fatimeh Pahlavi, iransk prinsessa. (död 1987)
- 31 oktober – Roy Romer, amerikansk demokratisk politiker, guvernör i Colorado 1987–1999.

#### November
- 3 november – Osamu Tezuka, japansk animatör. (död 1989)
- 10 november
  - Ennio Morricone, italiensk kompositör, främst av filmmusik, och orkesterledare. (död 2020)
  - Beppe Wolgers, svensk författare, poet, översättare, underhållare [1]. (död 1986)
- 11 november
  - Carlos Fuentes, mexikansk författare. (död 2012)
  - Edward Zorinsky, amerikansk politiker, senator 1976–1987. (död 1987)
- 17 november – Arman (Armand Pierre Fernandez), fransk målare och skulptör. (död 2005)
- 23 november – Torsten Hansson, svensk arkitekt och politiker. (död 2000)
- 27 november – Alekos Alexandrakis, grekisk skådespelare. (död 2005)
- 30 november – Karin Söder, svensk politiker (centerpartist), bland annat utrikesminister 1976–1978 och partiledare 1986–1987. (död 2015)

#### December
- 5 december – Doreen Denning, svensk skådespelare och dubbningsregissör. (död 2007)
- 6 december – Gunnar Hellström, svensk skådespelare och regissör. (död 2006)
- 7 december – Noam Chomsky, amerikansk lingvist, medieforskare, författare och debattör.
- 8 december – Cleo Jensen, dansk sångare och skådespelare. (död 2001)
- 9 december
  - Gerard Batliner, liechteinsteinsk politiker, regeringschef 1962–1970. (död 2008)
  - Dick Van Patten, amerikansk skådespelare. (död 2015)
- 10 december – Dan Blocker, amerikansk skådespelare. (död 1972)
- 12 december
  - Helen Frankenthaler, amerikansk målare. (död 2011)
  - Ernst-Hugo Järegård, svensk skådespelare. (död 1998)
- 15 december – Friedensreich Hundertwasser, österrikisk målare, grafiker och arkitekt. (död 2000)
- 16 december – Philip K. Dick, amerikansk science fiction-författare. (död 1982)
- 18 december – György Vízvári, ungersk vattenpolospelare. (död 2004)
- 23 december – Roger Jepsen, amerikansk republikansk politiker, senator 1979–1985. (död 2020)
- 25 december – Rolf Björling, svensk operasångare (tenor). (död 1993)
- 27 december – Ove Tjernberg, svensk skådespelare. (död 2001)
- 28 december – Öyvind Fahlström, svensk konstnär. (död 1976)
- 30 december – Bo Diddley, amerikansk rockmusiker. (död 2008)
- 31 december
  - Sture Allén, svensk språkforskare, ledamot av Svenska Akademien 1980. (död 2022)
  - Gunnar Kieri, svensk författare.

## Avlidna

### Första kvartalet

#### Januari
- 3 januari – Ejnar Smith, 49, svensk författare och manusförfattare.
- 11 januari – Valborg Aulin, 68, svensk pianist och tonsättare.
- 29 januari – Douglas Haig, 66, brittisk fältmarskalk i första världskriget.

#### Februari
- 4 februari – Hendrik Lorentz, 74, nederländsk matematiker och fysiker, nobelpristagare i fysik 1902.
- 15 februari – Herbert Henry Asquith, 75, brittisk politiker, Storbritanniens premiärminister 1908–1916.

#### Mars
- 15 mars – Alice Bonthron, 76, svensk handikappedagog.

### Andra kvartalet

#### April
- 1 april – Nils Aréhn, 50, svensk skådespelare.

#### Maj
- 18 maj – Bill Haywood, 59, amerikansk socialist och fackföreningsman.
- 20 maj – Karl Husberg, 73, svensk ämbetsman och politiker.

#### Juni
- 2 juni – Otto Nordenskjöld, 58, svensk polarforskare.
- 6 juni – John D. Works, 81, amerikansk republikansk politiker och jurist, senator 1911–1917.
- 14 juni – Emmeline Pankhurst, 69, brittisk suffragett.
- 15 juni – Nils Personne, 78, svensk teaterregissör och skådespelare.
- 16 juni – Harry A. Richardson, 75, amerikansk republikansk politiker, senator 1907–1913.
- 17 juni – Edwin Meredith, 51, amerikansk publicist och politiker, USA:s jordbruksminister 1920–1921.
- 18 juni – Roald Amundsen, 55, norsk polarforskare(räddningsförsök vid Arktis) [6].
- 24 juni – Frank R. Gooding, 68, amerikansk republikansk politiker, senator 1921–1928.
- 27 juni – Robert B. Mantell, 74, skotsk-amerikansk skådespelare.

### Tredje kvartalet

#### Juli
- 6 juli – Charles N. Herreid, 70, amerikansk republikansk politiker, guvernör i South Dakota 1901–1905.
- 7 juli – Martin White, brittisk liberal politiker, parlamentsledamot 1895–1897.
- 9 juli – George Earle Chamberlain, 77, amerikansk demokratisk politiker, guvernör i Oregon 1903–1909, senator 1909-1921.
- 21 juli – Anders Christian Andersen, 53, dansk författare.
- 30 juli – John Christopher Cutler, 82, amerikansk republikansk politiker, guvernör i Utah 1905–1909.

#### Augusti
- 8 augusti – Stjepan Radić, 57, kroatisk politiker.
- 10 augusti – Hjalmar Selander, 69, svensk skådespelare, regissör och teaterdirektör.
- 12 augusti – Leoš Janáček, 74, tjeckisk tonsättare.

#### September
- 24 september – Carl Wilhelmson, 61, svensk konstnär.

### Fjärde kvartalet

#### Oktober
- 22 oktober
  - Andrew Fisher, 66, australisk politiker, Australiens premiärminister 1908–1909, 1910–1913 och 1914–1915.
  - Charles A. Towne, 69, amerikansk politiker, senator 1900–1901.
- 23 oktober – Alphonse Aulard, 79, fransk historiker.
- 30 oktober – Robert Lansing, 64, amerikansk demokratisk politiker, USA:s utrikesminister 1915–1920.

#### November
- 7 november – Mattia Battistini, 72, italiensk operasångare.
- 8 november – Mauritz Stiller, 45, finländsk filmregissör.
- 10 november – Anita Berber, 29, tysk dansare.
- 15 november – Kössi Kaatra, 46, finländsk journalist och författare.
- 19 november – Franz Stuhlmann, 65, tysk zoolog.
- 21 november – Hermann Sudermann, 71, tysk författare.
- 23 november – William E. Purcell, 72, amerikansk demokratisk politiker, senator 1910–1911.
- 26 november – Reinhard Scheer, 65, tysk sjömilitär.

#### December
- 1 december – Gunnar Knudsen, 80, norsk affärsman och politiker, Norges statsminister 1908–1910 och 1913–1920.
- 3 december – Johan Olin, 45, finländsk brottare.
- 10 december – Charles Rennie Mackintosh, 60, brittisk arkitekt.
- 14 december – Theodore Roberts, 67, amerikansk skådespelare.
- 20 december – Eglantyne Jebb, 52, brittisk filantrop och grundare av Rädda Barnen.
- 21 december – Luigi Cadorna, 78, italiensk militär.
- 23 december – John Merle Coulter, 77, amerikansk botaniker.
- 24 december – Frank M. Byrne, 69, amerikansk republikansk politiker, guvernör i South Dakota 1913–1917.
- 25 december – Mathilda Wrede, 64, finländsk filantrop.
- 26 december – Carl Olsson, 65, svensk lantbrukare och politiker (liberal).
- 28 december – Domenico Alaleona, 47, italiensk kompositör.

## Nobelpris[21]
- Fysik – Owen Willans Richardson, Storbritannien
- Kemi – Adolf Windaus, Tyskland
- Medicin – Charles Nicolle, Frankrike
- Litteratur – Sigrid Undset, Norge
- Fred - Inget pris utdelades

### Fotnoter
1. 1 2 3 4 5 6 7 8 9 10 11  Hundra år i Sverige – 1928, Hans Dahlberg, Albert Bonniers, 1999
2. 1 2 3 4 5 6 7 8 9 10  Sverige 1900-talet – 1928, NE, Bra Böcker, 2000
3. 1 2 3 4 5 6 7 8  Faktakalendern 2000 – 1928 (Sverige), 1999
4. ↑  ”World Statesmen”. http://www.worldstatesmen.org/Queen_Maude_Land.html.
5. 1 2 3 4 5 6 7 8 9 10 11 12 13 14 15 16 17  20:e århundrades När Var Hur – 1928, Bernt Himmelstedt, Forum, 1999
6. 1 2 3 4 5 6 7 8  Faktakalendern 2000 – 1928 (Utlandet) , Semic, 1999
7. 1 2 3 4 5 6 7 8 9  100 år med Aftonbladet – 1928, 1999
8. 1 2 3 4 5 6 7 8 9 10  75 år Sverige, Carl-Adam Nycop, Bokförlaget Bra böcker, 1976, sidan 78 - Kollapsad Nordpolsexpedition
9. 1 2 3 4  Faktakalendern 1996, Semic, 1995
10. ↑  ”Svenska Spårvägssällskapet”. http://www.sparvagssallskapet.se/atlas/system.php?id=46. Läst 3 april 2011.
11. ↑  ”Svenska Dagbladets årsbok”. 5 mars 1928. https://runeberg.org/svda/1928/0364.html. Läst 6 juni 2011.
12. ↑  ”Svenska Dagbladets årsbok”. 5 mars 1928. https://runeberg.org/svda/1928/0038.html. Läst 6 juni 2011.
13. ↑  ”Svenska Dagbladets årsbok”. 5 mars 1928. https://runeberg.org/svda/1928/0369.html. Läst 6 juni 2011.
14. ↑  75 år Sverige, Carl-Adam Nycop, Bokförlaget Bra böcker, 1976, sidan 78 - Selma Lagerlöfs festföreställning
15. ↑  75 år Sverige, Carl-Adam Nycop, Bokförlaget Bra böcker, 1976, sidan 75 - Gudomliga Garbo på besök
16. ↑  Sverige 1900-talet – Bonden som försvann, NE, Bra Böcker, 2000
17. ↑  75 år Sverige, Carl-Adam Nycop, Bokförlaget Bra böcker, 1976, sidan 74 - Folke Bernadottes amerikanska brud
18. ↑  75 år Sverige, Carl-Adam Nycop, Bokförlaget Bra böcker, 1976, sidan 116 - "Eftertanken" på bilarna
19. ↑  Sverige 1900-talet – Kampen om monopolet, NE, Bra Böcker, 2000
20. ↑  ”Narkotika (läst 7 april 2011)”. Arkiverad från originalet den 24 maj 2011. https://web.archive.org/web/20110524131828/http://members.fortunecity.com/simulatorsmusicsite/droger/narkotika.htm.
21. ↑  ”Nobelpriset”. https://www.nobelprize.org/prizes/lists/all-nobel-prizes/. Läst 10 april 2011.